# Unione Sportiva Pergocrema 1932 2007-2008
Questa pagina raccoglie le informazioni riguardanti l'Unione Sportiva Pergocrema 1932 nelle competizioni ufficiali della stagione 2007-2008.

## Rosa
| N. |                   | Ruolo | Calciatore          |
| -- | ----------------- | ----- | ------------------- |
|    | Italia (bandiera) | A     | Alessandro Andreini |
|    | Italia (bandiera) | D     | Daniel Bombardieri  |
|    | Italia (bandiera) | C     | Cristian Boscolo    |
|    | Italia (bandiera) | C     | Gianluca Coti       |
|    | Italia (bandiera) | C     | Luigi Crisopulli    |
|    | Italia (bandiera) | A     | Lorenzo Crocetti    |
|    | Italia (bandiera) | D     | Davide De Angeli    |
|    | Italia (bandiera) | A     | Luca Facchetti      |
|    | Italia (bandiera) | D     | Claudio Finetti     |
|    | Italia (bandiera) | A     | Lauro Florean       |
|    | Italia (bandiera) | C     | Niccolò Galli       |
|    | Italia (bandiera) | C     | Stefano Gusmini     |
|    | Italia (bandiera) | C     | Daniele Guzzetti    |

| N. |                      | Ruolo | Calciatore            |
| -- | -------------------- | ----- | --------------------- |
|    | Italia (bandiera)    | C     | Luca Lomi             |
|    | Italia (bandiera)    | C     | Andrea Marconi        |
|    | Italia (bandiera)    | D     | Leonardo Muchetti     |
|    | Italia (bandiera)    | D     | Ilario Ondei          |
|    | Italia (bandiera)    | A     | Paolo Pupita          |
|    | Italia (bandiera)    | C     | Andrea Quaresimini    |
|    | Italia (bandiera)    | D     | Stefano Ragnoli       |
|    | Italia (bandiera)    | P     | Luca Davide Righi     |
|    | Italia (bandiera)    | C     | Filippo Sambugaro     |
|    | Italia (bandiera)    | C     | Luigi Savarese        |
|    | Italia (bandiera)    | C     | Diuk Ronny Toma       |
|    | Argentina (bandiera) | C     | Pablo Alejandro Verón |
|    | Italia (bandiera)    | D     | Diego Zangirolami     |